# Prunus accumulans
Prunus accumulans är en rosväxtart som först beskrevs av Emil Bernhard Koehne, och fick sitt nu gällande namn av Chao Luang Li och G. Aymard. Prunus accumulans ingår i släktet prunusar, och familjen rosväxter. Inga underarter finns listade i Catalogue of Life.